# Springfield Township (comté de Greene, Missouri)
Pour les articles homonymes, voir Springfield Township.
Springfield Township est un ancien township du comté de Greene dans le Missouri, aux États-Unis,.